# 齿苞秋海棠
齿苞秋海棠（学名：Begonia dentatobracteata）为秋海棠科秋海棠属的植物，是中国的特有植物。分布在中国大陆的云南等地，生长于海拔1,600米至1,900米的地区，多生长在阔叶林下或石壁阴处，目前已由人工引种栽培。